# Чемпіонат світу з хокею із шайбою 2003
Чемпіонат світу з хокею із шайбою 2003 — 67-й чемпіонат світу з хокею із шайбою, який проходив в період з 26 квітня по 11 травня 2003 року в фінських містах Гельсінкі, Тампере та Турку. До цього Фінляндія приймала чемпіонати: 1965, 1974, 1982, 1991 та 1997 років.

## Кваліфікація
| 4 лютого 2003 | Хатінохе | Японія | – | Китай | 15:0 (5:0; 6:0; 4:0) |

| Кваліфікувались на ЧС: | Японія |

## Арени чемпіонату
| Гельсінкі                        | Тампере                                  | Турку                        |
| Хартвалль Арена Глядачів: 13,349 | Льодовий палац «Тампере» Глядачів: 7,800 | Арена Турку Глядачів: 11,820 |
| Хартвалль Арена                  | Льодовий палац «Тампере»                 | Арена Турку                  |

## Команди-учасниці
| Група A                                     | Група B                           | Група C                               | Група D                                  |
| ------------------------------------------- | --------------------------------- | ------------------------------------- | ---------------------------------------- |
| - Словаччина - Німеччина - Україна - Японія | - Росія - Швейцарія - Данія - США | - Канада - Латвія - Швеція - Білорусь | - Фінляндія - Чехія - Австрія - Словенія |

## Регламент змагань
Згідно з регламентом змагань, на попередньому етапі 16 команд були поділені на 4 групи по 4 збірні, в яких змагалися за круговою системою. Команди, що посіли перші три місця в групі проходили у кваліфікаційний раунд. Останні команди в групах припиняли боротьбу за нагороди і потрапляли до втішного раунду, де змагалися за право залишитися на наступний рік в найсильнішому дивізіоні чемпіонатів світу.
У кваліфікаційному раунді 12 команд змагалися у двох групах (по 6 в кожній). Після ще трьох поєдинків на даному етапі, чотири перші команди в кожній групі потрапляли до чвертьфіналу. Інші чотири колективи припиняли участь в чемпіонаті.
Пари чвертьфіналістів утворювалися за наступним принципом: лідер однієї з кваліфікаційних груп грав з четвертою командою другої кваліфікаційної групи, 2-га  — з 3-ю, 3-тя  — з 2-ю і т. д. Переможці потрапляли до півфіналу, де розігрували путівку у фінал. Команди, що поступилися у півфінальних протистояннях грали матч за третє місце. А переможні 1/2 фіналу розігрували звання чемпіонів світу.
На попередньому етапі й кваліфікаційному раунді, за перемогу команді нараховувалося 2 очка, за нічию  — 1, за поразку  — команда не отримувала жодного очка.

## Попередній раунд

### Група A
| 27 квітня 2003 | Гельсінкі | Німеччина  | – | Японія    | 5:4 (4:2,0:0,1:2)  |
| 27 квітня 2003 | Гельсінкі | Словаччина | – | Україна   | 9:3 (2:0,4:2,3:1)  |
|                |           |            |   |           |                    |
| 28 квітня 2003 | Гельсінкі | Словаччина | – | Японія    | 10:1 (3:1,5:0,2:0) |
|                |           |            |   |           |                    |
| 29 квітня 2003 | Гельсінкі | Німеччина  | – | Україна   | 3:1 (0:1,2:0,1:0)  |
|                |           |            |   |           |                    |
| 30 квітня 2003 | Гельсінкі | Словаччина | – | Німеччина | 3:1 (0:1,2:0,1:0)  |
| 30 квітня 2003 | Гельсінкі | Україна    | – | Японія    | 5:1 (2:0,2:0,1:1)  |

Підсумкова таблиця
| М | Збірна     | М | В | Н | П | Ш     | О |
| - | ---------- | - | - | - | - | ----- | - |
| 1 | Словаччина | 3 | 3 | 0 | 0 | 22: 5 | 6 |
| 2 | Німеччина  | 3 | 2 | 0 | 1 | 9: 8  | 4 |
| 3 | Україна    | 3 | 1 | 0 | 2 | 9:13  | 2 |
| 4 | Японія     | 3 | 0 | 0 | 3 | 6:20  | 0 |

### Група B
| 26 квітня 2003 | Тампере | США       | – | Данія     | 2:5 (1:3,0:1,1:1) |
| 26 квітня 2003 | Тампере | Росія     | – | Швейцарія | 5:2 (2:1,2:1,1:0) |
|                |         |           |   |           |                   |
| 27 квітня 2003 | Тампере | США       | – | Швейцарія | 0:1 (0:1,0:0,0:0) |
| 27 квітня 2003 | Тампере | Росія     | – | Данія     | 6:1 (1:0,5:1,0:0) |
|                |         |           |   |           |                   |
| 29 квітня 2003 | Тампере | Швейцарія | – | Данія     | 6:2 (2:0,2:1,2:1) |
| 29 квітня 2003 | Тампере | Росія     | – | США       | 3:2 (0:1,2:0,1:1) |

Підсумкова таблиця
| М | Збірна    | М | В | Н | П | Ш     | О |
| - | --------- | - | - | - | - | ----- | - |
| 1 | Росія     | 3 | 3 | 0 | 0 | 14: 5 | 6 |
| 2 | Швейцарія | 3 | 2 | 0 | 1 | 9: 7  | 4 |
| 3 | Данія     | 3 | 1 | 0 | 2 | 8:14  | 2 |
| 4 | США       | 3 | 0 | 0 | 3 | 4: 9  | 0 |

### Група C
| 26 квітня 2003 | Турку | Канада | – | Білорусь | 3:0 (2:0,0:0,1:0) |
| 26 квітня 2003 | Турку | Швеція | – | Латвія   | 3:1 (2:1,1:0,0:0) |
|                |       |        |   |          |                   |
| 27 квітня 2003 | Турку | Канада | – | Латвія   | 6:1 (2:1,1:0,3:0) |
| 27 квітня 2003 | Турку | Швеція | – | Білорусь | 2:1 (1:1,0:0,1:0) |
|                |       |        |   |          |                   |
| 29 квітня 2003 | Турку | Латвія | – | Білорусь | 4:0 (1:0,3:0,0:0) |
| 29 квітня 2003 | Турку | Канада | – | Швеція   | 3:1 (1:0,1:0,1:1) |

Підсумкова таблиця
| М | Збірна   | М | В | Н | П | Ш     | О |
| - | -------- | - | - | - | - | ----- | - |
| 1 | Канада   | 3 | 3 | 0 | 0 | 12: 2 | 6 |
| 2 | Швеція   | 3 | 2 | 0 | 1 | 6: 5  | 4 |
| 3 | Латвія   | 3 | 1 | 0 | 2 | 6: 9  | 2 |
| 4 | Білорусь | 3 | 0 | 0 | 3 | 1: 9  | 0 |

### Група D
| 26 квітня 2003 | Гельсінкі | Чехія     | – | Словенія | 5:2 (3:0,2:1,0:1)  |
| 26 квітня 2003 | Гельсінкі | Фінляндія | – | Австрія  | 5:1 (1:0,3:1,1:0)  |
|                |           |           |   |          |                    |
| 28 квітня 2003 | Тампере   | Фінляндія | – | Словенія | 12:0 (4:0,4:0,4:0) |
| 28 квітня 2003 | Гельсінкі | Чехія     | – | Австрія  | 8:1 (1:0,5:0,2:1)  |
|                |           |           |   |          |                    |
| 29 квітня 2003 | Гельсінкі | Австрія   | – | Словенія | 6:2 (1:0,2:1,3:1)  |
|                |           |           |   |          |                    |
| 30 квітня 2003 | Турку     | Фінляндія | – | Чехія    | 1:2 (1:0,0:1,0:1)  |

Підсумкова таблиця
| М | Збірна    | М | В | Н | П | Ш     | О |
| - | --------- | - | - | - | - | ----- | - |
| 1 | Чехія     | 3 | 3 | 0 | 0 | 15: 4 | 6 |
| 2 | Фінляндія | 3 | 2 | 0 | 1 | 18: 3 | 4 |
| 3 | Австрія   | 3 | 1 | 0 | 2 | 8:15  | 2 |
| 4 | Словенія  | 3 | 0 | 0 | 3 | 4:23  | 0 |

## Турнір на вибування
| 2 травня 2003 | Тампере | США      | – | Словенія | 7:2 (3:2,3:0,1:0) |
| 2 травня 2003 | Тампере | Білорусь | – | Японія   | 3:1 (2:1,0:0,1:0) |
|               |         |          |   |          |                   |
| 3 травня 2003 | Тампере | Словенія | – | Японія   | 3:3 (0:2,1:0,2:1) |
| 3 травня 2003 | Тампере | США      | – | Білорусь | 4:2 (2:2,2:0,0:0) |
|               |         |          |   |          |                   |
| 5 травня 2003 | Тампере | Словенія | – | Білорусь | 3:4 (1:2,1:2,1:0) |
| 5 травня 2003 | Тампере | США      | – | Японія   | 8:1 (1:0,3:1,4:0) |

Підсумкова таблиця
| М | Збірна   | М | В | Н | П | Ш     | О |
| - | -------- | - | - | - | - | ----- | - |
| 1 | США      | 3 | 3 | 0 | 0 | 19: 5 | 6 |
| 2 | Білорусь | 3 | 2 | 0 | 1 | 9: 8  | 4 |
| 3 | Словенія | 3 | 0 | 1 | 2 | 8:14  | 1 |
| 4 | Японія   | 3 | 0 | 1 | 2 | 5:14  | 1 |

## Кваліфікаційний раунд
Команди, що посіли перші три місця у попередньому раунді переходять у кваліфікаційний раунд. У кваліфікаційному раунді команди поділені на дві групи: команди із груп A і D у групу E, а команди із груп B і C — у групу F.
Команди, що посіли перші чотири місця в обох групах E і F переходять у раунд плей-оф.
|  | Команда переходить у раунд плей-оф |
|  | Команда припиняє подальшу участь   |

### Група E
| 2 травня 2003 | Гельсінкі | Фінляндія  | – | Словаччина | 1:5 (1:1,0:0,0:4) |
| 2 травня 2003 | Гельсінкі | Чехія      | – | Україна    | 5:2 (0:0,4:1,1:1) |
|               |           |            |   |            |                   |
| 3 травня 2003 | Гельсінкі | Німеччина  | – | Австрія    | 5:1 (2:0,2:1,1:0) |
| 3 травня 2003 | Гельсінкі | Фінляндія  | – | Україна    | 9:0 (3:0,4:0,2:0) |
|               |           |            |   |            |                   |
| 4 травня 2003 | Гельсінкі | Словаччина | – | Австрія    | 7:1 (2:0,3:1,2:0) |
| 4 травня 2003 | Гельсінкі | Чехія      | – | Німеччина  | 4:0 (1:0,1:0,2:0) |
|               |           |            |   |            |                   |
| 5 травня 2003 | Гельсінкі | Словаччина | – | Чехія      | 3:3 (0:1,2:2,1:0) |
|               |           |            |   |            |                   |
| 6 травня 2003 | Гельсінкі | Австрія    | – | Україна    | 5:2 (0:0,3:0,2:2) |
| 6 травня 2003 | Гельсінкі | Фінляндія  | – | Німеччина  | 2:2 (2:1,0:1,0:0) |

Підсумкова таблиця
| М | Збірна     | М | В | Н | П | Ш     | О |
| - | ---------- | - | - | - | - | ----- | - |
| 1 | Словаччина | 5 | 4 | 1 | 0 | 27: 9 | 9 |
| 2 | Чехія      | 5 | 4 | 1 | 0 | 22: 7 | 9 |
| 3 | Фінляндія  | 5 | 2 | 1 | 2 | 18:10 | 5 |
| 4 | Німеччина  | 5 | 2 | 1 | 2 | 11:11 | 5 |
| 5 | Австрія    | 5 | 1 | 0 | 4 | 9:27  | 2 |
| 6 | Україна    | 5 | 0 | 0 | 5 | 8:31  | 0 |

### Група F
| 2 травня 2003 | Турку | Канада    | – | Данія     | 2:2 (1:2,1:0,0:0) |
| 2 травня 2003 | Турку | Росія     | – | Швеція    | 2:4 (1:1,0:1,1:2) |
|               |       |           |   |           |                   |
| 3 травня 2003 | Турку | Швейцарія | – | Латвія    | 4:2 (1:1,1:1,2:0) |
| 3 травня 2003 | Турку | Швеція    | – | Данія     | 7:1 (2:1,1:0,4:0) |
|               |       |           |   |           |                   |
| 4 травня 2003 | Турку | Росія     | – | Латвія    | 1:2 (0:0,0:0,1:2) |
| 4 травня 2003 | Турку | Канада    | – | Швейцарія | 2:0 (0:0,1:0,1:0) |
|               |       |           |   |           |                   |
| 5 травня 2003 | Турку | Канада    | – | Росія     | 5:2 (1:1,2:0,2:1) |
|               |       |           |   |           |                   |
| 6 травня 2003 | Турку | Латвія    | – | Данія     | 4:2 (0:0,2:2,2:0) |
| 6 травня 2003 | Турку | Швеція    | – | Швейцарія | 5:2 (1:2,1:0,3:0) |

Підсумкова таблиця
| М | Збірна    | М | В | Н | П | Ш     | О |
| - | --------- | - | - | - | - | ----- | - |
| 1 | Канада    | 5 | 4 | 1 | 0 | 18: 6 | 9 |
| 2 | Швеція    | 5 | 4 | 0 | 1 | 20: 9 | 8 |
| 3 | Росія     | 5 | 2 | 0 | 3 | 16:14 | 4 |
| 4 | Швейцарія | 5 | 2 | 0 | 3 | 14:16 | 4 |
| 5 | Латвія    | 5 | 2 | 0 | 3 | 10:16 | 4 |
| 6 | Данія     | 5 | 0 | 1 | 4 | 8:25  | 1 |

## Плей-оф
| Чвертьфінали      |           |            |   |            |                          |
| 7 травня 2003     | Турку     | Канада     | – | Німеччина  | 3:2 ОТ (1:0,1:0,0:2,1:0) |
| 7 травня 2003     | Гельсінкі | Словаччина | – | Швейцарія  | 3:1 (0:1,2:0,1:0)        |
| 7 травня 2003     | Турку     | Чехія      | – | Росія      | 3:0 (1:0,2:0,0:0)        |
| 7 травня 2003     | Гельсінкі | Фінляндія  | – | Швеція     | 5:6 (3:1,2:3,0:2)        |
|                   |           |            |   |            |                          |
| Півфінали         |           |            |   |            |                          |
| 9 травня 2003     | Гельсінкі | Канада     | – | Чехія      | 8:4 (1:0,2:2,5:2)        |
| 9 травня 2003     | Гельсінкі | Швеція     | – | Словаччина | 4:1 (1:0,1:1,2:0)        |
|                   |           |            |   |            |                          |
| Матч за 3-є місце |           |            |   |            |                          |
| 10 травня 2003    | Гельсінкі | Словаччина | – | Чехія      | 4:2 (2:1,1:1,1:0)        |
|                   |           |            |   |            |                          |
| Фінал             |           |            |   |            |                          |
| 11 травня 2003    | Гельсінкі | Канада     | – | Швеція     | 3:2 ОТ (1:2,0:0,1:0,1:0) |

## Підсумкова таблиця
|    | Канада     |
|    | Швеція     |
|    | Словаччина |
| 4  | Чехія      |
| 5  | Фінляндія  |
| 6  | Німеччина  |
| 7  | Росія      |
| 8  | Швейцарія  |
| 9  | Латвія     |
| 10 | Австрія    |
| 11 | Данія      |
| 12 | Україна    |
| 13 | США        |
| 14 | Білорусь   |
| 15 | Словенія   |
| 16 | Японія     |

| Кваліфікаційний відбір: | Японія             |
| Вибули:                 | Білорусь, Словенія |
| Прийшли:                | Франція, Казахстан |

## Статистика

### Найкращі бомбардири
| Гравець              | М | Г | П  | О  | ШХ |
| -------------------- | - | - | -- | -- | -- |
| Жигмунд Палффі       | 9 | 7 | 8  | 15 | 18 |
| Йозеф Штумпел        | 9 | 4 | 11 | 15 | 0  |
| Любомір Вішньовський | 9 | 4 | 8  | 12 | 2  |
| Теему Селянне        | 7 | 8 | 3  | 11 | 2  |
| Саку Койву           | 7 | 1 | 10 | 11 | 4  |
| Дені Хітлі           | 9 | 7 | 3  | 10 | 10 |
| Матс Сундін          | 7 | 6 | 4  | 10 | 10 |
| Мірослав Шатан       | 9 | 6 | 4  | 10 | 2  |
| Мартін Страка        | 9 | 6 | 4  | 10 | 4  |
| Кіммо Рінтанен       | 7 | 5 | 4  | 9  | 0  |

### Найкращі воротарі
Список п'яти найкращих воротарів, сортованих за відсотком відбитих кидків. У список включені лише ті гравці, які провели щонайменше 40 % хвилин.
| Гравець           | Хвл | ГП | КН   | ША | %ВК  |
| ----------------- | --- | -- | ---- | -- | ---- |
| Шон Бурк          | 328 | 7  | 1.28 | 1  | .955 |
| Олівер Йонас      | 180 | 4  | 1.33 | 0  | .960 |
| Мікаель Теллквіст | 393 | 9  | 1.37 | 0  | .940 |
| Марко Бюрер       | 297 | 9  | 1.82 | 1  | .934 |
| Ян Лашак          | 359 | 11 | 1.84 | 0  | .935 |

## Найкращі гравці чемпіонату світу
Найкращими гравцями були обрані (Директорат турніру):
- Воротар  Шон Бурк
- Захисник  Джей Боумістер
- Нападник  Матс Сундін

Найкращі гравці за версією журналістів:
- Воротар  Шон Бурк
- Захисники  Джей Боумістер —  Любомір Вішньовський
- Нападники  Петер Форсберг —  Дені Хітлі —  Матс Сундін

Найцінніший гравець Матс Сундін